# Penelope Jones Halsall
Penny Halsall, nascida Penelope Jones (24 de novembro de 1946 em Preston, Lancashire, Inglaterra - 31 de dezembro de 2011) é conhecida pelos psudônimos Caroline Courtney, Melinda Wright, Lydia Hitchcock, Penny Jordan e Annie Groves, e é uma das maiores escritoras inglesas de ficção romântica da atualidade [carece de fontes?].

### Como Penny Jordan

#### Traduzido para o português

##### Romances
- Tempo de sonhar (1992)
- A sentença (1992)
- O primeiro desengano (1992)
- O perigo espreita (1992)
- Nunca digas que é tarde (1992)
- Esquece o Passado (1992)
- O homem dos meus sonhos (1993)
- Regresso ao lar (1994)
- Por um mal entendido (1994)
- Marcada pelo passado (1994)
- Lição de amor (1994)
- A lei da atração (1994)
- Tempo de paixão (1995)
- Mal de amor (1995)
- Ecos do passado (1995)
- Correntes de amor (1995)
- Sem escrúpulos (1996)
- Medo de amar (1996)
- Férias com um estanho (1996)
- Outono de amor (1997)
- Um homem inesquecível (1998)
- Casamento sem amor (1998)
- Os inconvenientes do amor (1999)
- Uma fantasia para dois (1999)
- A vingança de uma mulher (2000)
- O homem errado (2000)
- Um casamento muito especial (2000)
- Amor traiçoeiro (2000)
- O amor da juventude (2000)
- Amor sem recordações (2001)
- Desejo sem compromisso (2001)
- O casal perfeito (2001)
- Um marido perfeito (2001)
- Paixões ocultas (2001)
- Capricho do destino (2001)
- Amor por despeito (2001)
- Vingança (2002)
- Uma noiva temporária (2002)
- Uma noite especial (2002)
- Sonhos inconfessáveis (2002)
- Uma noite perfeita (2002)
- Amor em público (2003)
- Na cama errada (2003)
- Amor por chantagem (2003)
- Uma família perfeita (2004)
- Sedução perfeita (2004)
- Traição e desejo (2004)
- Uma noite com o sheik (2004)
- Amor no deserto (2004)
- Amor e traição (2005)
- O filho pródigo (2005)
- Um passado para esquecer (2005)
- Dinheiro e poder (2005)
- Não sem o teu amor (2005)
- Perfume de paixão (2005)
- Um futuro contigo (2005)
- Esperança de um futuro (2005)
- Passado obscuro (2006)
- Possuída pelo sheik (2006)
- Amante do seu marido (2006)
- Chantagear uma mulher (2007)
- No ardor da paixão (2007)
- O herdeiro do playboy (2007)
- O duque italiano (2007)

##### Antologies
- O que as mulheres querem (2004) (com Darcy Maguire)